# Avesnes-Chaussoy
Avesnes-Chaussoy è un comune francese di 69 abitanti situato nel dipartimento della Somme nella regione dell'Alta Francia.

## Società

### Evoluzione demografica
Abitanti censiti